# Barbacoas
Barbacoas is een gemeente in het Colombiaanse departement Nariño. De gemeente telt 30.256 inwoners (2005).
In Barbacoas woonden het inheemse volk de barbacoas, waar de gemeente haar naam aan ontleent samen met de iscuandé, tapaje, sanquianga en telembí.

## Geboren
- Héctor Quiñones (1992), voetballer
- Mateo Cassierra (1997), voetballer